# Upton, Québec
Upton är en kommun i provinsen Québec i Kanada. Den ligger i regionen Montérégie, i den sydöstra delen av landet, 240 km öster om huvudstaden Ottawa. Kommunen bildades 1998 genom sammanslagning av bykommunen med samma namn och socknen Saint-Éphrem-d'Upton.